# Fabiana Beltrame
Fabiana Beltrame (* 9. April 1982 in Florianópolis) ist eine ehemalige brasilianische Ruderin. Sie wurde 2011 Weltmeisterin im Leichtgewichts-Einerrudern. 
Beltrame begann 1997 mit dem Rudersport, 2002 startete sie mit Caroline Beloni bei der U23-Weltregatta im Doppelzweier, die beiden belegten als Zweite des B-Finales den achten Platz. Bei den Olympischen Spielen 2004 belegte sie im Einer den 14. Platz, vier Jahre später bei den Olympischen Spielen 2008 kam sie auf den 19. Rang.
War die 1,72 Meter große Beltrame bis 2008 mit einem Wettkampfgewicht von 69 Kilogramm in den normalen Gewichtsklassen angetreten, so nahm sie offenbar im Jahr 2009 deutlich ab, denn 2010 trat sie als Ruderin im Leichtgewichts-Einer an, in dem ein Höchstgewicht von 59 Kilogramm gilt. Mit dem dritten Platz beim Weltcup in Luzern erreichte sie erstmals in ihrer Karriere einen Podestplatz in einem internationalen Wettbewerb, bei den Ruder-Weltmeisterschaften 2010 belegte sie den vierten Platz. 2011 siegte sie beim Weltcup in Hamburg und bei den Weltmeisterschaften in Bled. Da der Leichtgewichts-Einer keine olympische Bootsklasse ist, wechselte Beltrame 2012 in den Leichtgewichts-Doppelzweier. Zusammen mit Luana de Assis belegte sie beim Weltcup in Luzern den zehnten Platz.